# Никифор I (архімандрит Печерський)
Никифор I (д/н — бл. 1446) — церковний діяч часів Великого князівства Литовського.

## Життєпис
Походження невідоме. Після смерті Ігнатія I 1434 року стає архімандритом Києво-Печерського монастиря. Зберіг політику попередників, спрямовану на союз з Ольгердовичами.
Був вірним київському митрополитові Герасиму, підтримав політику в захисті прав православної церкви. Також належав до союзників великого князя Руського Свидригайла. Це довзолило архмандритові залучити вклади прихильників Свидригайла — князів Пінських, Кобринських, Гольшанських, Друцьких та Острозьких.
Напевне у 1435 році після страти Герасима на деякий час відійшов від Свидригайла. Проте у 1437 році за низькою свідчень до ради Свидригайла Ольгердовича входив якись Авраамій який значиться як архімандрит печерський. Можливо на якийсь час Никифор I втратив свою посаду.
В подальшому налагодив дружні стосунки з київським князем Олельком Володимировичем, встановивши тривалу співпрацю монастиря з Олельковичами, що було продовженно наступниками. Визнав права київського митрополита Ісидора, що повернувся з Італії. Втім не підтримав рішення Флорентійського собору, не зважаючи на загалом схвальне ставлення до об'єднання православної і католицької церкви. Помер близько 1446 року. Новим настоятелем став Микола I.